# Xstream46
『Xstream46』（エクストリームフォーティーシックス）は、東映が2021年1月24日より制作している配信作品レーベルである。

## 概要
東映が配信向けに企画するオリジナル配信映像レーベル。東映が特撮作品とともに得意としていたバイオレンス、エロティック、ホラー分野の作品群を、新型コロナウイルス禍の令和時代に合った体制、方式で制作し、人間の集中力が途切れない時間と言われる46分間に詰め込んで配信作品として提供する。レーベル名は極限、過激を示す「エクストリーム」（Extreme）と、映像配信を示す「ストリーミング」（Streaming）、中だるみのない「46分」を合わせた造語。
配信ファーストを意識し、東映公式MIRAIL（ミレール）、東映特撮ファンクラブをはじめとするTVOD（デジタルレンタル）、EST（デジタルセル）各サイトで配信。
また同日よりYouTubeチャンネル「TOEI Xstream theater」を新設し、毎週「Xstream」に該当する東映系列制作の連続ドラマや映画作品の旧作を配信。旧作配信第1弾は2021年2月10日配信開始、『大激闘マッドポリス'80』。映画作品第1弾は2021年3月20日配信開始、『爆裂都市 BURST CITY』。「TOEI Xstream theater」では「Xstream46」作品のインタビューやバラエティー企画も配信する。
2022年10月21日、YouTubeチャンネルが「東映シアターオンライン」としてリニューアル。ジャンルにこだわらず眠れる東映作品を配信するほか、バラエティ番組「東映シネマGメン」をスタートさせる。

## 配信日程
| # | 配信開始日     | 作品タイトル                        | 主演                       | 脚本             | 監督     |
| - | -------------- | ----------------------------------- | -------------------------- | ---------------- | -------- |
| 1 | 2021年1月24日  | 暴力無双 -サブリミナル・ウォー-     | 坂口拓                     | 光伸春           | 榊英雄   |
| 2 | 2021年2月14日  | 麻雀宝湯記 石和の亀篇・伊東の黒豹篇 | 安倍乙 奥山かずさ          | たかせしゅうほう | 原廣利   |
| 3 | 2021年8月13日  | ようこそ東映殺影所へ                | 桃月なしこ 寺本莉緒 工藤遥 | 光伸春 髙橋浩    | 髙橋浩   |
| 4 | 2021年8月30日  | はだか拳                            | 小槙まこ 天使もえ          | 高橋祐太         | 越坂康史 |
| 5 | 2021年10月22日 | はだか拳Ω                           | 二階堂夢 天使もえ          | ワッパー         | 越坂康史 |

## 関連
- ヤクザ映画#東映任侠路線
- 東映ポルノ